# Peur (Bob Woodward)
Pour les articles homonymes, voir Peur.
Peur, sous-titré Trump à la Maison-Blanche (titre original en anglais : Fear: Trump in the White House), est un essai du journaliste américain Bob Woodward sur la présidence de Donald Trump, publié aux États-Unis le 11 septembre 2018 par Simon and Schuster. Plusieurs bonnes feuilles de cet ouvrage très critique envers Donald Trump ont paru dans The Washington Post une semaine avant sa sortie.

## Présentation
Bob Woodward, l'essayiste et journaliste d'investigation du Washington Post qui avait contribué avec son coéquipier Carl Bernstein à la démission du président des États-Unis Richard Nixon en révélant le scandale du Watergate, est l'auteur d'un livre de plus de 400 pages sur la présidence de Donald Trump. La date de parution, le 11 septembre 2018, se situe à quelques semaines des élections législatives de la mi-mandat, qui doivent avoir lieu le 6 novembre suivant.
Bob Woodward indique avoir vainement essayé d'interroger le locataire de la Maison-Blanche dans le cadre de son enquête et ajoute que celui-ci ne l'a contacté qu'à la mi-août, alors que le manuscrit était achevé. L'enregistrement de leur conversation à ce sujet a été diffusé par le Washington Post. Donald Trump commence par nier avoir été au courant des démarches de Woodward pour le rencontrer, puis finit par reconnaître que deux personnes l'en avaient informé.
L'idée du titre (Fear) est venue à  Woodward d'une ancienne interview, en avril 2016, lors de laquelle Trump, alors candidat à la présidence, lui avait affirmé en présence de son confrère le journaliste Robert Costa : « Real power is, I don't even want to use the word, fear  » (« Le vrai pouvoir, c'est, je ne veux même pas prononcer le mot, la peur »). La transcription de cet entretien a été publiée par le Washington Post.

## Contenu

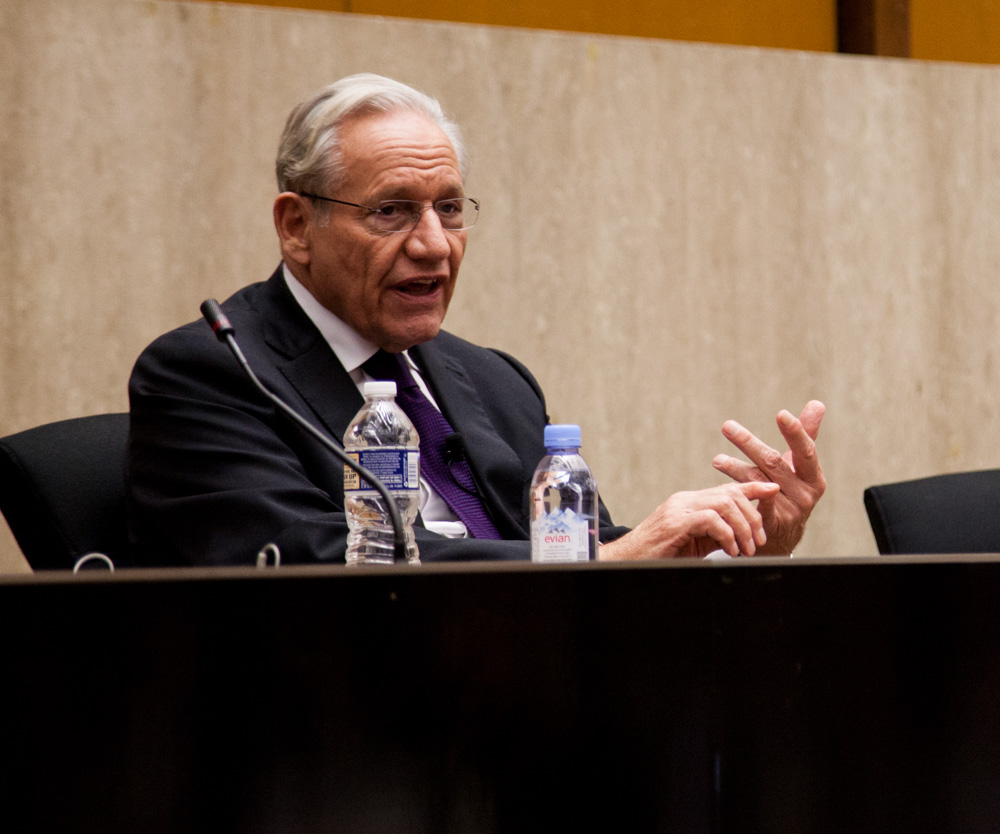
Bob Woodward en 2016.

L'ouvrage cite entre autres des témoignages du chef de cabinet John F. Kelly, du secrétaire à la Défense Jim Mattis, de l'ancien conseiller économique Gary Cohn, de l'ancien avocat de Trump John M. Dowd (en), et le New York Times précise que le travail de Woodward s'appuie sur des centaines d'heures d'entretiens avec des sources de première main, de notes personnelles, de dossiers et de documents.
D'après les informations recueillies par Woodward, Trump envisageait notamment d'ordonner le rapatriement des familles des 28 500 soldats américains déployés en Corée du Sud, alors que la Corée du Nord allait interpréter ce retour comme le signe précurseur d'une attaque imminente. Le secrétaire à la Défense, Jim Mattis, l'en aurait alors dissuadé en lui expliquant que cette initiative risquait de provoquer une troisième guerre mondiale.
« Un secrétaire à la Défense qui justifie ses décisions face à Donald Trump en lui expliquant qu’il veut "empêcher une troisième guerre mondiale". Un chef de cabinet qui traite son patron d’"idiot" [...]. Ou encore, un conseiller économique qui cache une lettre pour empêcher le président de la signer » : tels sont, pour la Tribune de Genève, les premiers traits marquants du livre de Woodward. 
Selon L'Obs, le portrait du président  qui ressort de cet ouvrage est celui d'un « roi fou totalement déchaîné », et pour Le Figaro, celui d'un dirigeant politique que son entourage juge dangereux pour le pays et tente d'« encadrer » au cours de « scènes stupéfiantes » qui le montrent aux prises avec ses proches collaborateurs. Toujours selon Le Figaro, le prestige et la crédibilité de Bob Woodward, deux fois lauréat du prix Pulitzer, auteur d'enquêtes sur huit présidences américaines et journaliste professionnel qui enregistre toutes ses conversations, vont limiter la marge de manœuvre de Trump.

## Réactions
Après la publication des bonnes feuilles de Fear et les premiers commentaires des médias américains, la Maison-Blanche attend plusieurs heures avant de réagir. Puis, sur Twitter, Trump dément formellement les propos que Woodward lui attribue et accuse le journaliste d'être à la solde du Parti démocrate : il en veut pour preuve la date de parution de l'ouvrage, quelques semaines  avant le scrutin législatif où le Parti républicain risque d'être mis en difficulté. De son côté, la porte-parole de la Maison-Blanche, Sarah Huckabee Sanders, parle d'« histoires fabriquées » à propos du livre, mais sans autre détail.

## Sortie en France
Les droits de publication du livre en France ont été achetés par les éditions du Seuil. La traduction française paraît le 29 novembre 2018.

#### Succès de librairie critiquant laprésidence de Donald Trump
- Le Feu et la Fureur : Trump à la Maison-Blanche, du journaliste américain Michael Wolff,2018.
- A Warning, d'un conseiller haut placé anonyme, 2019.
- The Room Where It Happened, du conseiller à la défense John Bolton, 2020.